# Journey to Italy
Journey to Italy (Italiaans: Viaggio in Italia) is een Italiaans-Franse dramafilm uit 1954 onder regie van Roberto Rossellini.

## Verhaal
Het Britse echtpaar Alexander en Katherine Joyce gaat op reis naar Italië. Ze gaan naar Napels om er het huis te bekijken dat ze hebben geërfd van een oom. Tijdens hun reis raakt hun relatie steeds dieper in crisis. Hun gevoelens veranderen nog meer wanneer ze een bezoek brengen aan de stad Pompeï, waar ze zien hoe een antiek standbeeld wordt ontdekt.

## Rolverdeling
| Acteur         | Personage       |
| -------------- | --------------- |
| Ingrid Bergman | Katherine Joyce |
| George Sanders | Alexander Joyce |
| Leslie Daniels | Tony Burton     |
| Natalia Ray    | Natalie Burton  |
| Maria Mauban   | Maria           |
| Anna Proclemer | Prostituee      |
| Jackie Frost   | Betty           |
| Paul Muller    | Paul Dupont     |